# St. Jakobus (Brück)

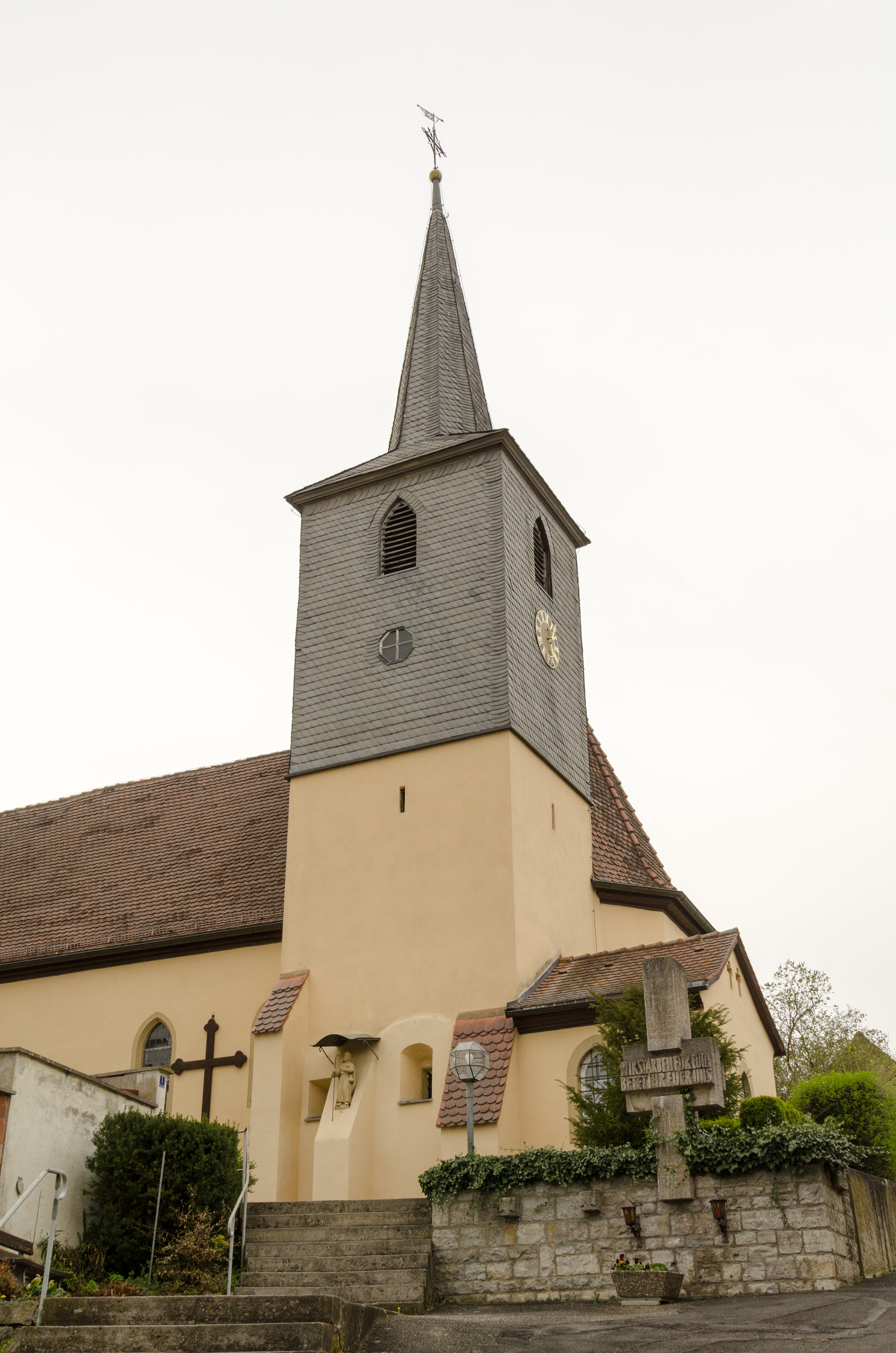
Die Kirche in Brück

Die Filialkirche St. Jakobus (auch Jakob-der-Ältere-Kirche, früher St. Johannes und Markus) ist ein Gotteshaus im Dettelbacher Ortsteil Brück im unterfränkischen Landkreis Kitzingen. Sie liegt an der Straße Am Kirchberg inmitten des Dorfes und ist heute Teil des katholischen Dekanats Kitzingen.

## Geschichte
Die Geschichte der Brücker Kirche liegt weitgehend im Dunkeln. Die Gemeinde blieb bis zum heutigen Tag Filiale der Augustinuskirche in Dettelbach und etablierte nie einen eigenen Pfarrherren. Der Turm entstand als ältestes Bauteil in der zweiten Hälfte des 12. Jahrhunderts. Im 16. Jahrhundert schlossen sich auch mehrere Brücker Einwohner der lutherischen Konfession an, wobei der neue Glauben durch den Würzburger Fürstbischof Julius Echter von Mespelbrunn bekämpft wurde. Bis 1599 war das Dorf allerdings wieder rein katholisch.
Kurz nach dem Dreißigjährigen Krieg war Brück die einzige Filiale Dettelbachs. Um 1688 erhielt die Kirche das heutige Langhaus angebaut. Im Zuge des Anwachsens der Gemeinde erweiterte man die Kirche im Jahr 1846. Die Erneuerung wurde von Joseph Mack aus Würzburg vorgenommen. Zwischen 1799 und 1897 war die Kirche neben dem heiligen Jakobus auch dem heiligen Markus geweiht, dessen Patronat noch heute anhand der vielen Figuren dieses Heiligen im Kircheninneren sichtbar ist.
In den 1930er Jahren nahmen einige Maler Ausbesserungen an der Stuckdecke vor. 1967 renovierte man dann das Dach und deckte die Kirche neu ein. Im Jahr 1972 wurde der Chorraum vollständig neu gestaltet, 1979 folgte eine Renovierung des restlichen Innenraumes. Im Jahr 1986 erfolgte eine Gesamtrenovierung, im selben Jahr wurde die Sakristei nach Plänen von Hans Peter Röschert und Hans Stürzenhofecker aus Volkach erweitert. Die Kirche ist als Baudenkmal eingeordnet.

## Architektur
Die Kirche präsentiert sich als geosteter Saalbau. Das Langhaus entstand im 17. Jahrhundert und ist im Inneren flachgedeckt, lediglich eine Stuckleiste ziert die Langhausdecke. Die vier Ecken des Chorschlusses sind mit Dreiviertelsäulen ausgestattet, die mit ausladenden Kapitellen ausgestattet sind. Das Langhaus weist vier Fensterachsen auf. Außen wurde eine Figur des Patrons Jakobus aufgestellt, die aus dem 18. Jahrhundert stammt.
Ältestes Bauteil der Kirche ist der Turm, der südlich des Chores Aufstellung fand. Er war ursprünglich der Chor des Gotteshauses, heute ist hier die Sakristei untergebracht. Noch heute entstammt das Turmuntergeschoss aus der Zeit der Romanik. Das Obergeschoss ist aus Fachwerk gearbeitet und wurde nachträglich mit Schieferplatten verschalt. Der Turm schließt mit einem Spitzhelm ab. Auf der Ostseite wurde eine Kirchturmuhr angebracht.

## Ausstattung

### Seitenaltäre
Die beiden Seitenaltäre, die heute links und rechts des Chorbogens aufgestellt wurden, entstammen beide dem Ende des 17. Jahrhunderts und kamen wohl im Zuge des Neubaus von 1846 in das Gotteshaus. Wahrscheinlich gelang den Brückern der Ankauf zweier Nebenaltäre aus der ehemaligen Kartäuserklosterkirche in Astheim. Um das Jahr 1851 kam das Antependium hinzu, ehe die Altäre im Jahr 1979 von der Werkstatt Peter Pracher aus Würzburg restauriert wurden. Beide Altäre weisen zwei verdrehte Säulen auf und wurden mit einem gebrochenen Giebel und reichen Fruchtgehängen verziert.
Der südliche Altar ist der Kartäuseraltar aufgestellt. Sein Blatt zeigt im oberen Teil die Muttergottes, sie wird auf einer Wolke dargestellt und ist umringt von mehreren Engeln. Darunter stehen die beiden Kartäuserheiligen Hugo von Lincoln und Bruno von Köln. Auf dem nördlichen Altar ist der Jesusknabe zu sehen. Er schwebt auf einer Weltkugel und wird von Maria und Josef, sowie mehreren Heiligen beobachtet.

### Glocken

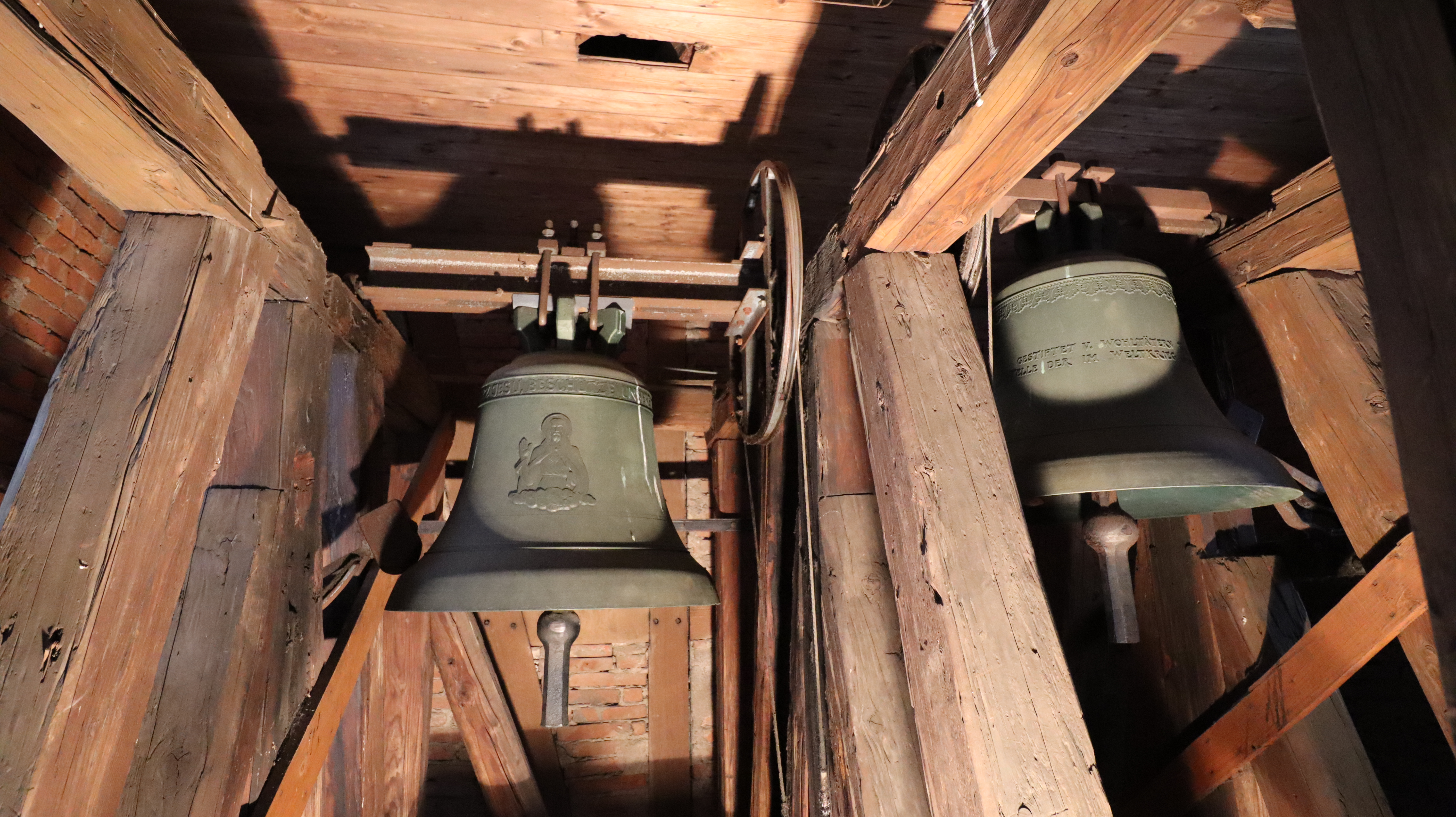
Die beiden Glocken im Turm

Das Geläut der Jakobuskirche besteht aus insgesamt zwei Glocken. Ursprünglich hing eine Glocke von 1732 im Glockenstuhl, die vom Würzburger Gießer Johann Adam Roth hergestellt worden war. Daneben war hier eine Glocke von G. P. Jaeger von 1822 untergebracht. Im Ersten Weltkrieg musste die kleinere Glocke abgegeben werden, 1922 wurde sie ersetzt. Der Zweite Weltkrieg brachte dann den Verlust der Roth-Glocke, erst 1949 konnte das Geläut wieder komplettiert werden.
| Name             | Gießer                       | Grundton | Gussjahr | Durchmesser in Zentimeter | Gewicht in Kilogramm | Reliefs; Inschriften |
| ---------------- | ---------------------------- | -------- | -------- | ------------------------- | -------------------- | --- |
| Herz-Jesu-Glocke | Karl Czudnochowsky, Erding   | cis’’    | 1949     | 80                        | 200                  | Herz-Jesu; „Heiligstes Herz Jesu beschütze unsere Gemeinde“                                                                                             |
| Markusglocke     | Gebrüder Klaus, Heidingsfeld | e’’      | 1922     | 58                        | 115                  | Löwenkopf; „In hon[orem] s. Marci“ (lat. Zu Ehren des hl. Markus), „Gestiftet von Wohltätern der Gemeinde an Stelle der im Weltkrieg geopferten Glocke“ |

### Weitere Ausstattung
Zentral im Chorraum befindet sich der Altar versus populum, der im Zuge der liturgischen Erneuerung nach dem Zweiten Vatikanischen Konzil im Jahr 1972 in das Kircheninnere kam. Er wurde aus Sandstein geschaffen, während der Ambo aus Holz gefertigt worden war. Im gleichen Jahr kam auch das Tabernakel in die Jakobuskirche. Die Kanzel ist ein relativ schmuckloses Ausstattungselement. Sie wurde im Jahr 1979 restauriert.
Mehrere Figuren wurden in der Kirche angebracht. Im Chorhaupt findet sich eine Figur der Muttergottes im Strahlenkranz. Sie wurde im 18. Jahrhundert geschaffen. Das nördliche Langhaus beherbergt die Figur des heiligen Sebastian, der aus der zweiten Hälfte des 18. Jahrhunderts entstammt. Im Chor findet sich auf der Südseite eine Figur des Patrons Jakobus, die von den Gebrüdern Schiestl in der ersten Hälfte des 20. Jahrhunderts geschaffen wurde. Auf der Gegenseite ist eine Figur des Markus zu finden.
Im südlichen Langhaus durchziehen 14 Kreuzwegstationen das Innere. Sie wurden im 18. Jahrhundert geschaffen und im Jahr 1978 erneuert. Auf der Nordseite ist dagegen ein Gemälde zu finden, das die „Muttergottes auf der Weltkugel“ zeigt und 1845 vom Volkacher Maler Peter Geist gemalt wurde. Aus dem 19. Jahrhundert stammt das Kruzifix über dem Chorbogen. Das 20. Jahrhundert brachte die Chorfenster in das Gotteshaus. Sie sind abstrakt gestaltet.
Aus dem 19. Jahrhundert stammt dagegen der Taufstein aus Sandstein. Die Herkunft des Beichtstuhl unterhalb der Empore ist allerdings völlig unklar. Die Orgel weist heute sieben Register auf. Ihr Vorgänger geht wohl auf den Würzburger Orgelbauer Johann Philipp Albert Seuffert zurück und wurde um 1800 geschaffen. Die Firma Mann aus Marktbreit nahm dann in der Nachkriegszeit Veränderungen an der Disposition vor. 1995 wurde die Orgel in den Originalzustand zurückgeführt.